# Kareli
Kareli là một thị xã và là một nagar panchayat của quận Narsimhapur thuộc bang Madhya Pradesh, Ấn Độ.

## Địa lý
Kareli có vị trí 22°55′B 79°04′Đ / 22,92°B 79,07°Đ Nó có độ cao trung bình là 349 mét (1145 feet).

## Nhân khẩu
Theo điều tra dân số năm 2001 của Ấn Độ, Kareli có dân số 25.035 người. Phái nam chiếm 53% tổng số dân và phái nữ chiếm 47%. Kareli có tỷ lệ 72% biết đọc biết viết, cao hơn tỷ lệ trung bình toàn quốc là 59,5%: tỷ lệ cho phái nam là 78%, và tỷ lệ cho phái nữ là 66%. Tại Kareli, 13% dân số nhỏ hơn 6 tuổi.